# Novopetrivka, Mala Vîska
Novopetrivka (în ucraineană Новопетрівка) este un sat în comuna Novohrîhorivka din raionul Mala Vîska, regiunea Kirovohrad, Ucraina.

## Demografie
Componența lingvistică a localității Novopetrivka
     Ucraineană (93,35%)
     Rusă (6,65%)
Conform recensământului din 2001, majoritatea populației localității Novopetrivka era vorbitoare de ucraineană (93,35%), existând în minoritate și vorbitori de rusă (6,65%).